# Кто такой Аншанте?
«Кто такой Аншанте?» (тайск. ใครคืออองซองเต) — тайский телесериал 2022 года, снятый по новелле «Enchanté» писателя NinePinta. Главные роли исполнили Касидет Плукпон и Тжиратчапон Сисэн.
Лакорн «Кто такой Аншанте?» был представлен как одна из составляющих мероприятия «GMMTV 2021: Начало нового десятилетия» 3 декабря 2020 года. Однако официальная премьера состоялась 28 января 2022 года с трансляцией новых эпизодов на GMM 25 каждую пятницу в 20:30 (UTC+07:00).

## Сюжет
Тью (Касидет Плукпон) в детстве внезапно переехал во Францию, чтобы жить со своей бабушкой, но когда та умерла, он вернулся в Таиланд. Там Тью встречает своего друга детства и соседа Ака (Тжиратчапон Сисэн), который приветствует его возвращение и помогает Тью обустроиться. Тью поступает в университет, ректором которого является его отец, на специальность «литература». Из-за того, что его папа ректор университета, Тью становится популярным.
Однажды Тью находит книгу в университетской библиотеке и пишет в ней послание, не ожидая ответа. Когда Тью открывает книгу в следующий раз, анонимный ответчик подписывает себя «Enchanté», что на французском означает «Приятно познакомиться». Парню становится любопытно, кем может быть «Аншанте». Ак расклеивает плакаты по всему университету, чтобы помочь Тью узнать, кто такой «Аншанте». Четверо студентов университета Сайфа (Кавин Кэски), Натхи (Пусит Дитаписит), Вайо (Тхаратон Тчантараворакан) и Пхупха (Тханабун Киатниран) откликаются на объявление, утверждая, что они «Аншанте». Тью предстоит разобраться кто же на самом деле из них написал ответ в книге.

## В ролях

### В главных ролях
| Актёр                   | Роль             |
| ----------------------- | ---------------- |
| Касидет Плукпон (Бук)   | Тью Асава-эканан |
| Тжиратчапон Сисэн (Фос) | Ак Истсара       |

### Второстепенные роли
| Актёр                          | Роль                                                |
| ------------------------------ | --------------------------------------------------- |
| Кавин Кэски (Флюк)             | посол университета, музыкант Сайфа                  |
| Пусит Дитаписит (Флюк)         | посол университета, глава клуба художников Натхи    |
| Тхаратон Тчантараворакан (Бум) | посол университета, капитан футбольной команды Вайо |
| Тханабун Киатниран (У)         | глава комитета послов университета Пхупха           |
| Чаякон Тжутамат (Джейджей)     | футболист Тон                                       |
| Напат Патчарачавалит (Ан)      | друг Натхи Тан                                      |
| Налинтип Пэмпаттарасакун (Фон) | старшая сестра Ака Им                               |
| Китапат Понгруа (Плэнг)        | младшая сестра Ака Эгг                              |
| Нарумон Пхонсупхап (Кой)       | мать Тью Амфава                                     |
| Оливер Пупат (Ан)              | отец Тью Тамронг                                    |
| Тжитпхон Пхотивихок (Джимми)   | друг Тью из Франции Сан                             |
| Йонгвари Анибол (Фа)           | профессор, футбольный тренер Фон                    |

## Саундтрек
| Название     | Русское название     | Исполнитель        | Источник |
| ------------ | -------------------- | ------------------ | -------- |
| รู้แค่ผมรักคุณก็พอ | Я безумно люблю тебя | Кавин Кэски (Флюк) | [ 3 ]    |

## Рейтинги
- В таблице ниже синее число представляет самые низкие оценки, а красное число представляет самые высокие оценки.

| № эпизода | Таймслот (UTC+07:00) | Эфир           | Средняя доля аудитории | Источник |
| --------- | -------------------- | -------------- | ---------------------- | -------- |
| 1         | Пятница, 20:30       | 28 января 2022 | 0.146%                 | [ 4 ]    |
| 2         | 4 февраля 2022       | 0,126 %        | [ 5 ]                  |          |
| 3         | 11 февраля 2022      | 0,072 %        | [ 6 ]                  |          |
| 4         | 18 февраля 2022      | 0.027%         | [ 7 ]                  |          |
| 5         | 25 февраля 2022      | 0,084 %        | [ 8 ]                  |          |
| 6         | 4 марта 2022         | 0,061 %        | [ 9 ]                  |          |
| 7         | 11 марта 2022        | 0.146%         | [ 10 ]                 |          |
| 8         | 18 марта 2022        | 0,095 %        | [ 11 ]                 |          |
| 9         | 25 марта 2022        | 0,102 %        | [ 12 ]                 |          |
| 10        | 1 апреля 2022        | 0,052 %        | [ 13 ]                 |          |
| Средняя   | Средняя              | Средняя        | 0.91% 1                | 0.91% 1  |

↑  На основе средней доли аудитории на серию.